# Tiefos
Tiefos (em francês: tyéfos) são um povo da África Ocidental etnicamente relacionado aos senufôs que está distribuído no norte da Costa do Marfim, sul do Mali e sudoeste de Burquina Fasso, sobretudo ao sul de Bobo-Diulasso. Até o final do século XIX tinham como principal assentamento a cidade de Numudara, que foi destruída por Samori Turé (r. 1878–1898) do Império de Uassulu em 1897 e muitos tiefos foram morto no processo, um revés ao qual nunca se recuperaram etnicamente. A maioria deles são pequenos fazendeiros que cultivam arroz, milho, inhame, batata doce, sésamo e amendoim.